# فيديريكو باروتشي

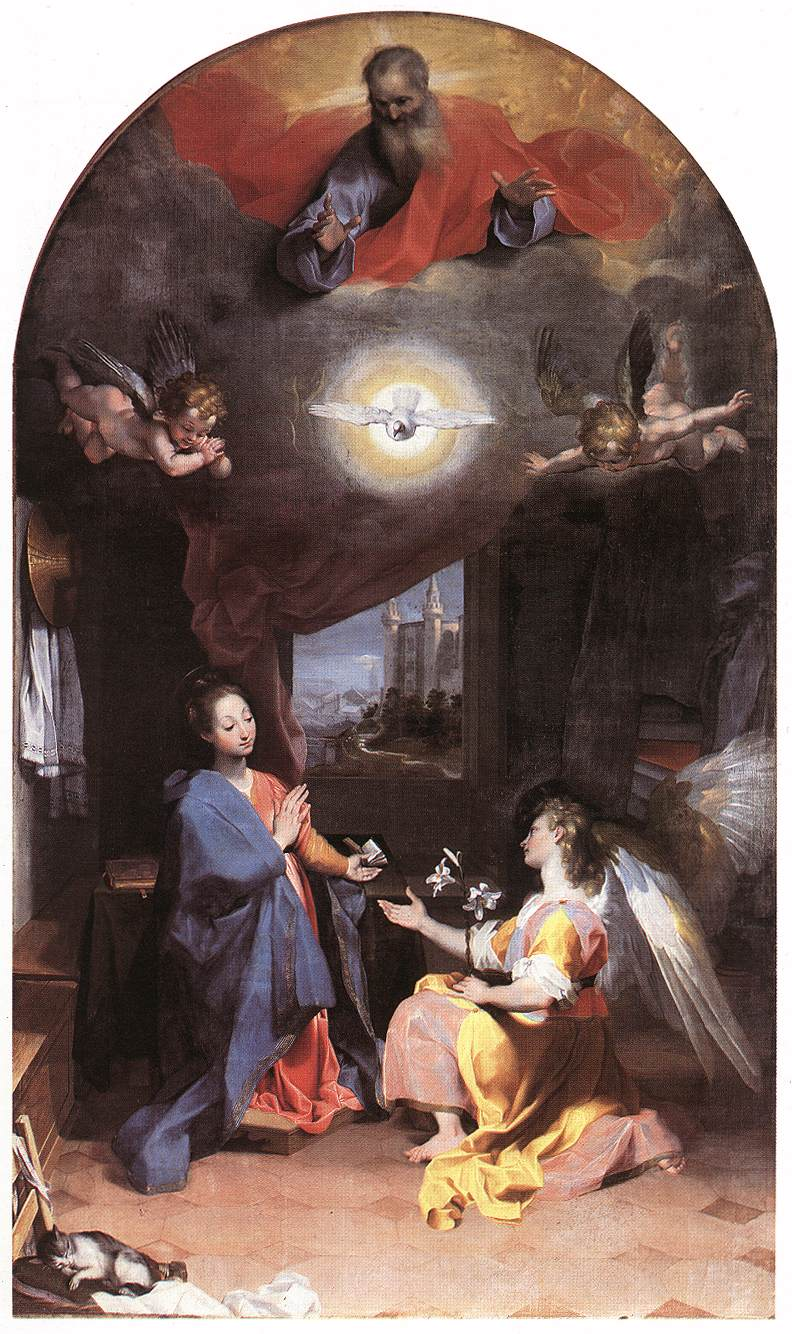
البشارة (1592-96) لوحة زيتية

فيديريكو باروتشي (بالإيطالية: Federico Barocci) (1535-1612) هو رسام عصر النهضة الإيطالية وطباع. كان اسمه الأصلي فيديريكو فيوري، وكان يلقب بباروتشي، وهي الكلمة التي لا تزال في لهجات شمال غرب الإيطالية تعني عربة ذات عجلتين يجرها اثنين من الثيران. 
أعماله تملأ فترة كبيرة غفل عنها تاريخ الفن، بينما كان في أيامه محترماً جداً وأعماله مؤثرة.

## أعماله
من أعماله لوحة يصور فيها أينياس الشخصية الأسطورية المذكروة في إلياذة هوميروس.

## وصلات خارجية
- فيديريكو باروتشي على موقع الموسوعة البريطانية (الإنجليزية)

- Lisot, Elizabeth A. (2009). Passion, Penance and Mystical Union: Early Modern Catholic Polemics in the Religious Paintings of Federico Barocci, excerpt from Univ. of Texas, Dallas, Ph.D. Dissertation. See also: Elizabeth Lisot, Ph.D.